# Heartbeat (Childish Gambino)
Heartbeat è un singolo del rapper statunitense Childish Gambino, pubblicato il 5 novembre 2011 sotto l'etichetta Glassnote Records come secondo estratto ufficiale dell'album Camp.

## Descrizione
Il brano è stato pubblicato in anteprima sulle frequenze radio della stazione musicale WQHT. La canzone si presenta come un brano elettrorap, che racconta l'evoluzione di un amore non corrisposto da parte dello stesso artista. Il videoclip ufficiale del singolo è stato pubblicato l'11 febbraio 2012.
La testata musicale Billboard ha definito Heartbeat come uno dei cinque migliori brani della discografia di Glover. È stato inoltre il primo progetto musicale di Gambino ad essere insignito di una certificazione ufficiale (in questo caso, il disco d'oro della RIAA), in data 6 giugno 2014.

## Tracce
Download digitale
1. Heartbeat – 4:30 (testo: Donald Glover – musica: Glover, Ludwig Göransson)

Heartbeat (Remix Bundle)
1. Heartbeat (Oliver Remix) – 4:32
2. Heartbeat (Treasure Fingers Remix) – 5:30
3. Heartbeat (Michael Brun Remix) – 4:46
4. Heartbeat (Tommie Sunshine Remix) – 5:38
5. Heartbeat (Peter Wade/MNDR Remix) – 4:42
6. Heartbeat (Ashworth IV Remix) – 5:12
7. Heartbeat (Religion Remix) – 5:34
8. All the Shine (Little Dragon Remix) – 3:37

## Classifiche
| Classifica (2012)             | Posizione massima |
| ----------------------------- | ----------------- |
| Stati Uniti                   | 118               |
| Stati Uniti (Hot R&B/Hip-Hop) | 54                |